# A Martinez
A Martinez, all'anagrafe Adolfo Larrue Martinez III (Glendale, 27 settembre 1948), è un attore e cantante statunitense, conosciuto principalmente per la parte di Cruz Castillo nella soap opera Santa Barbara (1984-1993), ruolo che gli ha fatto vincere un Premio Emmy nel 1990.

## Filmografia parziale

### Cinema
- I cowboys (The Cowboys), regia di Mark Rydell (1972)
- Una medaglia per il più corrotto (The Take), regia di Robert Hartford-Davis (1974)
- Il console onorario (The Honorary Consul), regia di John Mackenzie (1983)
- She-Devil - Lei, il diavolo (She-Devil), regia di Susan Seidelman (1989)
- Wind River, regia di Tom Shell (2000)
- The Terminators, regia di Xavier S. Puslowski (2009)
- California Winter, regia di Odin Odzil (2012)
- Jimmy P. (Jimmy P. (Psychotherapy of a Plains Indian)), regia di Arnaud Desplechin (2013)
- La maledizione di Chucky (The Curse of Chucky), regia di Don Mancini (2013)
- Ambulance, regia di Michael Bay (2022)

### Televisione
- Missione impossibile (Mission: Impossible) – serie TV (1969)
- Ironside – serie TV, 2 episodi (1969)
- Adam-12 – serie TV, 1 episodio (1970)
- La famiglia Smith (The Smith Family) – serie TV, 1 episodio (1971)
- Le strade di San Francisco (The Streets of San Francisco) – serie TV, 3 episodi (1972-1976)
- Sulle strade della California (Police Story) – serie TV, 1 episodio (1973)
- Hawaii Squadra Cinque Zero (Hawaii Five-O) – serie TV, 1 episodio (1973)
- Kung Fu – serie TV, 2 episodi (1974-1975)
- Uno sceriffo a New York (McCloud) – serie TV, 1 episodio (1975)
- Colombo (Columbo) – serie TV, episodio 5x04 (1976)
- Barnaby Jones – serie TV, 3 episodi (1976-1979)
- Baretta – serie TV (1977)
- Pepper Anderson agente speciale (Police Woman) – serie TV (1977)
- L'incredibile Hulk (The Incredible Hulk) – serie TV, episodio 2x20 (1979)
- Quincy (Quincy, M.E.) – serie TV, 3 episodi (1979-1980)
- CHiPs – serie TV (1981)
- The White Shadow – serie TV (1981)
- Fantasilandia (Fantasy Island) – serie TV (1981)
- I ragazzi del computer (The Whiz Kids) – serie TV (1983)
- Cuore e batticuore (Hart to Hart) – serie TV, 1 episodio (1983)
- Santa Barbara – soap opera, 496 puntate (1984-1992)
- Mai dire sì (Remington Steele) – serie TV, 1 episodio (1984)
- Non di questo mondo – film TV (1991)
- Il tocco di un angelo (Touched by an Angel) – serie TV, episodio 2x14 (1996)
- Profiler - Intuizioni mortali (Profiler) – serie TV, 9 episodi (1996-1997)
- General Hospital – serie TV, 98 episodi (2000-2002)
- JAG - Avvocati in divisa (JAG) – serie TV, episodio 10x17 (2005)
- CSI: Scena del crimine (CSI: Crime Scene Investigation) – serie TV, 3 episodi (2005-2007)
- Una vita da vivere (One Life to Live) – soap opera, 52 episodi (2008-2009)
- Criminal Minds – serie TV, episodio 5x11 (2009)
- Castle – serie TV, episodio 3x05 (2010)
- Longmire – serie TV, 30 episodi (2012-2017)
- NCIS - Unità anticrimine (NCIS) – serie TV, episodio 12x19 (2015)
- Regina del sud (Queen of The South) – serie TV, 3 episodi (2018)
- Avatar - La leggenda di Aang (Avatar: The Last Airbender) – serie TV, 2 episodi (2024)
- The Rookie – serie TV, episodi 6x09-6x10 (2024)

## Doppiatori italiani
Nelle versioni in italiano delle opere in cui ha recitato, A Martinez è stato doppiato da:
- Luca Ward in Santa Barbara (ep.11-718), La Maledizione di Chucky, Profiler - Intuizioni mortali
- Ennio Coltorti in Regina del sud, Ambulance, Avatar: la leggenda di Aang
- Fabrizio Pucci in Santa Barbara (ep. 719-2050), CSI - Scena del crimine
- Saverio Moriones in Castle, NCIS - Unità anticrimine
- Massimo Lodolo in Wind River
- Massimo Bitossi in Longmire
- Mario Cordova in Cowboy Bebop
- Ennio Coltorti in Avatar - La leggenda di Aang
- Luigi Scribani in The Rookie